# Zamek w Sully-sur-Loire
Zamek w Sully-sur-Loire (fr. Château de Sully-sur-Loire) – zamek w miejscowości Sully-sur-Loire we Francji, w regionie Centre, w departamencie Loiret. Zaliczany do zamków nad Loarą.

## Historia
- 1102 – zakończono budowę pierwszego zamku
- ok. 1395 – nowy zamek wybudowany dla rodu La Trémoille przez architekta Rajmunda du Temple (wybudował wcześniej zamek w Vincennes)
- 1602 – kolejna przebudowa zainicjowana przez nowego właściciela Maksymilian de Béthune ministra króla Francji Henryka IV
- 1962 – zamek przechodzi na własność państwową

## Wygląd zewnętrzny
Zamek składa się z dwóch części:
- Stary Zamek lub Donżon – potężny budynek na planie prostokąta, na którego wierzchołkach znajdują się cztery okrągłe wieże
- Mały Zamek – zawiera część mieszkalną oraz fortyfikacje w skład której wchodzą wieże: de Rosny i de Béthune

## Wnętrza
W Sali Straż znajdują się ogromne kamienne kominki.